# Friedrich Hauck (Theologe)
Friedrich Hauck (* 2. August 1882 in Erlangen; † 9. Februar 1954 ebenda) war ein deutscher evangelisch-lutherischer Theologe und Hochschullehrer.

## Leben
Friedrich Hauck war der Sohn des Theologieprofessors Albert Hauck. Sein Neffe war der Historiker Karl Hauck.
Er besuchte von 1893 bis 1895 die Höhere Bürgerschule und das Gymnasium zu St. Nikolai (heute: Neue Nikolaischule Leipzig), sowie bis 1902 das König-Albert-Gymnasium in Leipzig.
Nachdem er sich an der Universität Leipzig immatrikuliert hatte, begann er 1902 ein Theologiestudium, das er 1906 an der Universität Erlangen beendete.
1907 wurde er Vikar in Sinnbronn und Gunzenhausen und 1909 Hilfsgeistlicher in München-Schwabing. Am 2. Mai 1913 wurde er zum Pfarrer in Unteraltertheim ernannt; von 1914 bis 1918 war er während des Ersten Weltkriegs im Kriegsdienst.
Am 5. Februar 1922 wurde er Studienrat für Religion an der Lehrerbildungsanstalt in Schwabach und erhielt im gleichen Jahr einen Lehrauftrag für Exegetik an der Universität in Erlangen; er wurde am 17. März 1925 Studienrat für Religion am Gymnasium Fridericianum in Erlangen und war vom 26. November 1926 bis Januar 1949 Studienprofessor.
Am 8. März 1921 promovierte er in Erlangen zum Lic. theol.
Er habilitierte sich am 28. Februar 1927 an der Universität Erlangen und wurde am 25. März 1927 Privatdozent für Neutestamentliche Exegese. Am 23. Dezember erfolgte seine Ernennung zum nichtbeamteten außerordentlichen Professor für Neues Testament und am 6. September 1939 zum beamteten Professor.
Nachdem er am 6. Februar auf Weisung der Militärregierung entlassen wurde, erfolgte am 22. Oktober 1948 seine Wiedereinstellung mit der Ernennung zum Privatdozenten und außerplanmäßigen Professor für Neues Testament.
Friedrich Hauck war seit 1912 mit Luisa (geb. Bock) verheiratet; gemeinsam hatten sie vier Kinder.

## Ehrungen und Auszeichnungen
- Am 12. Oktober 1917 erhielt Friedrich Hauck den Militärverdienstorden mit Schwertern IV. Klasse am Bande.
- Die Universität Erlangen ernannte ihn am 11. Mai 1927 zum Dr. theol. h. c.

## Schriften (Auswahl)
- Theodor Zahn; Gustav Wohlenberg; Eduard Riggenbach; Friedrich Hauck; Philipp Bachmann; Paul Ewald: Kommentar zum Neuen Testament. VII: Der erste Brief des Paulus an die Korinther. 1921.
- Die Stellung des Urchristentums zu Arbeit und Geld. Gütersloh, C. Bertelsmann, 1921.
- Der Brief des Jakobus. Leipzig, 1926.
- Johann Theodor Rottels, ein philosophischer Pädagoge. Freiburg im Breisgau: Herder & Co, 1930.
- Das Evangelium des Markus: Synoptiker I. Leipzig: D. W. Scholl, 1931.
- Friedrich Hauck; Paul Althaus; Gotthold Holzhey: Das Neue Testament Deutsch, Teilband 10. Neues Göttinger Bibelwerk. Göttingen Vandenhoeck & Ruprecht 1933.
- Das Evangelium des Lukas: Synoptiker II. Leipzig: A. Deichert, 1934.
- Die mainfränkische Diaspora. Erlangen: Verlag des Martin-Luther-Bundes, 1935.
- Die katholischen Briefe. Göttingen: Vandenhoeck & Ruprecht, 1937.
- Die Entstehung des Neuen Testaments. Gütersloh: Der Rufer, 1949.